# Yakaré Niakaté
Pour les articles homonymes, voir Niakaté.
Yakaré Niakaté, née le 12 janvier 1997 en France, est une footballeuse internationale malienne évoluant au poste de défenseure à l'US Saint-Malo.

## Biographie

### Carrière en club
Yakaré Niakaté est formée au football à l'ASJ Soyaux et joue avec l'équipe U19 du club. En février 2017, elle intègre le Stade brestois 29 évoluant pour la première fois en D2. Après trois saisons à Brest, elle signe à l'US Saint-Malo en juillet 2019.

### Carrière en sélection
Yakaré Niakaté est appelée pour la première fois dans l'équipe nationale du Mali en novembre 2018 à l'occasion de la Coupe d'Afrique des nations au Ghana. Elle joue trois matchs dans le tournoi et parvient avec la sélection malienne à atteindre les demi-finales, une première pour le pays.

## Statistiques
| Saison                | Club                  | Championnat           | Championnat | Championnat | Coupe(s) nationale(s) | Coupe(s) nationale(s) | Total | Total |
| Saison                | Club                  | Division              | M.          | B.          | M.                    | B.                    | M.    | B.    |
| 2016-2017             | Stade brestois 29     | Division 2            | 7           | 1           | 1                     | 0                     | 8     | 1     |
| 2017-2018             | Stade brestois 29     | Division 2            | 22          | 0           | 3                     | 0                     | 25    | 0     |
| 2018-2019             | Stade brestois 29     | Division 2            | 12          | 1           | 1                     | 1                     | 13    | 2     |
| Sous-total            | Sous-total            | Sous-total            | 41          | 2           | 5                     | 1                     | 46    | 3     |
| 2019-2020             | US Saint-Malo         | Division 2            | 11          | 0           | 1                     | 0                     | 12    | 0     |
| Sous-total            | Sous-total            | Sous-total            | 11          | 0           | 1                     | 0                     | 12    | 0     |
| Total sur la carrière | Total sur la carrière | Total sur la carrière | 52          | 2           | 6                     | 1                     | 58    | 3     |